# 2885 Palva
2885 Palva је астероид главног астероидног појаса чија средња удаљеност од Сунца износи 2,237 астрономских јединица (АЈ).
Апсолутна магнитуда астероида је 14,1.